# Mercedes-Benz C257
Mercedes-Benz C257 — четырёхдверное люксовое купе, третье поколение CLS-класса немецкой торговой марки Mercedes-Benz. Премьера прямого преемника модели C218 состоялась в рамках Лос-Анджелеcского автосалона 29 ноября 2017 года. Продажи в Европе начались в марте 2018 года, в России старт запланирован весной или летом того же года.
Новая серия престижных четырёхдверных купе собирается на модульной платформе MRA и сочетает в себе многие технологические новинки и решения оформления, представленные на автомобилях Mercedes-Benz W213 и Mercedes-Benz W222. Начальный модельный ряд представлен одним бензиновым и двумя дизельными двигателями с рядной шестицилиндровой компоновкой. Запланирован также и выпуск AMG модификаций серии.

## История
В ноябре 2017 года в Европе фотошпионам удалось запечатлеть экстерьер будущего преемника модели C218 почти без камуфляжа. К тому времени в сети Интернет автомобильные журналисты уже публиковали техническую информацию о будущей серии. Так, например, по данным инсайдеров новый автомобиль должен лишиться версии в кузове универсал (впервые об отказе от его использования представители компании заговорили ещё в 2015 году). Премьеру новой модели, как стало известно, назначили на конец ноября 2017 года. Дизайн третьего поколения был раскрыт за день до презентации благодаря утёкшим в сеть Интернет официальным фотографиям, опубликованным австралийским изданием «Motoring».
Презентация нового поколения CLS-класса, построенного на модульной платформе MRA, действительно состоялась в Лос-Анджелесе 29 ноября 2017 года. Внешнее оформление автомобиль позаимствовал у существующих на конец 2017 года моделей компании в кузове купе, реализуя в области дизайна экстерьера концепцию «Sensual Purity». Тем не менее, автомобиль отличается собственным, более агрессивным дизайном. Модель оснастили решёткой радиатора от Mercedes-AMG GT, новыми широкими светодиодными фарами с матричной технологией MULTIBEAM (спроектированными таким образом, чтобы обеспечить видимость в темноте до 650 метров) и двухсекционными задними фонарями. Интерьер автомобиля сочетает в себе многие аспекты моделей E- и S-классов: приборная панель с перчаточным ящиком была позаимствована у серийного образца E-класса 238 серии в кузове купе, а рулевое колесо от представительского седана Mercedes-Benz W222 S-класса. Первоначальные модельный ряд нового поколения CLS-класса представляет собой исключительно новые рядные шестицилиндровые двигатели. Позже гамму ДВС должны пополнить четырёхцилиндровые агрегаты и заднеприводные вариации. В интерьере салона отражены уже существующие наработки компании, позаимствованные у купе Е-класса 213 серии (C238): два дисплея диагональю 12,3 дюйма (один из них устанавливается на заказ) и четыре центральных дефлектора вентиляции в дизайне аэро-турбин, у которых появилась подсветка. Объём багажника новой модели составил 520 литров. Задний диван, как и на предыдущих поколениях, может быть как с двумя, так и с тремя посадочными местами, а его спинка складывается в пропорции 40:20:40. От модификаций в кузове универсал («Shooting Brake») компания отказалась в связи с низким спросом.
В отличие от прежнего поколения, топовая AMG-версия не будет использовать двигатель V8. Самой мощной моделью в гамме по задумке компании производителя гибридная модификация Mercedes-AMG CLS 53, которую оснастят силовой установкой из шестицилиндрового 3,3-литрового турбированного двигателя и электромотора. Суммарная мощность составит 429 лошадиных сил.
Производство новой модели начнётся только в конце зимы 2018 года, а к европейским дилерам автомобили поступят в марте. В России автомобиль появится весной-летом 2018 года. В первый год продажи новое поколение CLS-класса будет доступно в издании «Edition 1», в стандартную комплектацию которой войдут передняя оптика Multibeam LED, алмазная решётка радиатора, чёрные 20-дюймовые легкосплавные колёсные диски с многоспицевым дизайном, матовый экстерьер с частичной отделкой салона кожей, кузовной обвес AMG Line, а также специальная шильдики серии по бокам.
В конце января 2017 года российские дилеры компании Mercedes-Benz начали принимать заказы и обнародовали цены на новое поколение седана CLS. Автомобиль будет доступен с шестицилиндровыми двигателями в сочетании с девятиступенчатой АКП и полным приводом 4Matic. В стандартную комплектацию войдут светодиодные фары, кожаный салон, электрорегулировки и вентиляция передних кресел, обогрев руля, медиасистема, аудиосистема Burmester, цифровая панель приборов, камера заднего вида, светодиодная подсветка салона, система контроля слепых зон. Стоимость модели в базовой комплектации будет стартовать от 4 940 000 рублей для рынка РФ.

## Описание

### Экстерьер

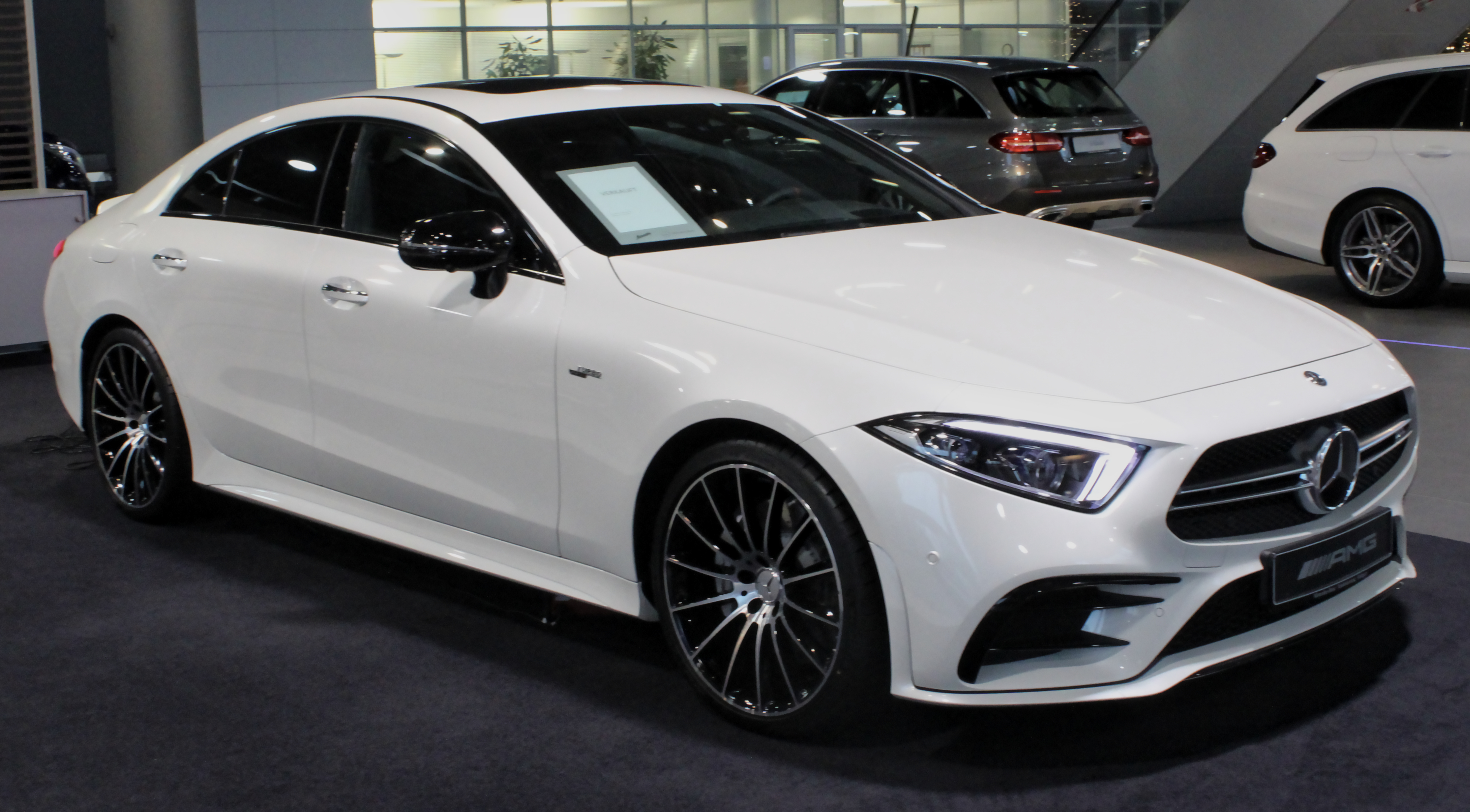
Mercedes-AMG CLS 53 (C257), 2018

Внешний вид нового поколения CLS-класса претерпел значительные изменения в сравнении с предыдущими сериями. Так, передняя часть кузова стала выглядеть агрессивнее благодаря более острым углам оптики, которая к тому же стала более узкой, а также широкой «алмазной» решётке радиатора с одной ламелью, напоминающей о спортивной модели Mercedes-AMG GT.
Боковая конструкция автомобиля выделяется высокой, выпуклой линией кузова и спортивной, низкой посадкой, а также бескаркасными боковыми окнами. Передняя часть кузова при боков обзоре должна напоминать о носе акулы и выглядит длиннее благодаря плавно утопленному капоту. Контуры автомобиля в целом соответствуют философии дизайна «Sensual Purity»: меньше углов, больше плавных линий и изогнутых поверхностей.
Заднюю часть модели выделяют двухсекционные светодиодные фонари, расположенные в заднем бампере отражатели и фирменная трёхлучевая эмблема компании, расположенная по центру крышки багажника (в зависимости от оснащения в ней может располагаться камера заднего вида, автоматически выезжающая и исчезающая при необходимости). Задние фонари имеют специальную подсветку и фирменный «кристаллический» вид, создавая, по словами дизайнеров компании, трёхмерный эффект. Их низкое расположение призвано подчеркнуть ширину транспортного средства.
Новое поколение CLS-класса — это иконка дизайна, как архетип четырёхдверного купе. В соответствии с нашей философией дизайна чувственной чистоты мы полностью очистили её ДНК и в то же время эмоционально зарядили элегантной красотой.Горден Вагенер, шеф-дизайнер концерна Daimler AG

### Двигатели
Третье поколение CLS-класса оснащено совершенно новыми двигателями, первоначально представленными шестицилиндровыми дизельными и бензиновым агрегатами. Две дизельные версии (CLS 350 d и CLS 400 d) оснащаются трёхлитровым двигателем ОМ656, который дебютировал на рестайлинговом S-классе. Мощность модели CLS 350 d 4Matic составляет 286 л. с. и 600 Н·м крутящего момента, CLS 400 d 4Matic — 340 л. с. и 700 Н·м соответственно Бензиновая версия CLS 450 4Matic развивает 367 л. с. и 500 Н·м, однако может увеличивать свою максимальную мощность на 22 лошадиные силы и 250 Н·м благодаря маленькому электромотору.
Особыми чертами самого производительного двигателя в дизельном семействе являются процесс сгорания в ступенчатой чаше, двухступенчатый турбонаддув и технология переменного управления подъёмом клапана CAMTRONIC, применяемая впервые. Его конструкция сочетает в себе алюминиевый блок цилиндров и стальные поршни, а также улучшенное покрытие стен цилиндров NANOSLIDE. Бензиновая модель CLS 450 4Matic оснащена новым рядным шестицилиндровым ДВС М256 рабочим объёмом 2999 см3 со вспомогательным электрокомпрессором eZV, работающим в паре с обычной турбиной, и стартер-генератором EQ Boost.

#### Бензиновые
|                                   | CLS 260                                                 | CLS 350                                                      | CLS 450 4MATIC                                               | CLS 450 4MATIC                                               | AMG CLS 53 4MATIC+                                      | AMG CLS 53 4MATIC+                                      |                   |
| --------------------------------- | ------------------------------------------------------- | ------------------------------------------------------------ | ------------------------------------------------------------ | ------------------------------------------------------------ | ------------------------------------------------------- | ------------------------------------------------------- | ----------------- |
| Годы выпуска                      | с 05/2020                                               | 09/2018–06/2020                                              | 03/2018–06/2020                                              | с 06/2020                                                    | 05/2018–06/2020                                         | с 06/2020                                               |                   |
| Двигатель                         | M264 E15 DEH LA                                         | M264 DE 20 AL                                                | M256 E 30 DEH LA                                             | M256 E 30 DEH LA                                             | M256 E 30 DEH LA G                                      | M256 E 30 DEH LA G                                      |                   |
| Конфигурация                      | R4 + электромотор                                       | R4 + электромотор                                            | R6 + электромотор                                            | R6 + электромотор                                            | R6 + электромотор                                       | R6 + электромотор                                       | R6 + электромотор |
| Система питания                   | прямой впрыск топлива                                   | прямой впрыск топлива                                        | прямой впрыск топлива                                        | прямой впрыск топлива                                        | прямой впрыск топлива                                   | прямой впрыск топлива                                   |                   |
| Оснащение                         | турбина                                                 | турбина                                                      | турбина                                                      | турбина                                                      | турбина + дополнительный электрический компрессор       | турбина + дополнительный электрический компрессор       |                   |
| Рабочий объём                     | 1497 см3                                                | 1991 см3                                                     | 2999 см3                                                     | 2999 см3                                                     | 2999 см3                                                | 2999 см3                                                |                   |
| Максимальная мощность             | 135 кВт + 10 кВт (184 л. с. + 14 л. с.) при 6100 об/мин | 220 кВт + 10 кВт (299 л. с. + 14 л. с.) при 5800–6100 об/мин | 270 кВт + 16 кВт (367 л. с. + 22 л. с.) при 5500–6100 об/мин | 270 кВт + 16 кВт (367 л. с. + 22 л. с.) при 5500–6100 об/мин | 320 кВт + 16 кВт (435 л. с. + 22 л. с.) при 6100 об/мин | 320 кВт + 16 кВт (435 л. с. + 22 л. с.) при 6100 об/мин |                   |
| Максимальный крутящий момент      | 280 Н·м при 3000–4000 об/мин                            | 400 Н·м при 3000–4000 об/мин                                 | 500 Н·м при 1600–4000 об/мин                                 | 500 Н·м при 1600–4500 об/мин                                 | 520 Н·м при 1800–5800 об/мин                            | 520 Н·м при 1800–5800 об/мин                            |                   |
| Привод                            | задний привод                                           | задний привод                                                | постоянный полный привод (45/55)                             | постоянный полный привод (45/55)                             | переменный полный привод                                | переменный полный привод                                |                   |
| Трансмиссия                       | 9G-Tronic                                               | 9G-Tronic                                                    | 9G-Tronic                                                    | 9G-Tronic                                                    | 9G-Tronic (AMG SPEEDSHIFT TCT 9G)                       | 9G-Tronic (AMG SPEEDSHIFT TCT 9G)                       |                   |
| Масса                             | 1735 кг                                                 | 1765 кг                                                      | 1940 кг                                                      | 1940 кг                                                      | 1980 кг                                                 | 1980 кг                                                 |                   |
| Максимальная грузоподъёмность     | 645 кг                                                  | 645 кг                                                       | 645 кг                                                       | 620 кг                                                       | 570 кг                                                  | 570 кг                                                  |                   |
| Скорость разгона от 0 до 100 км/ч | 8,7 c                                                   | 6,0 c                                                        | 4,8 c                                                        | 4,8 c                                                        | 4,5 c                                                   | 4,5 c                                                   |                   |
| Максимальная скорость             | 250 км/ч                                                | 250 км/ч                                                     | 250 км/ч                                                     | 250 км/ч                                                     | 250 км/ч [ 270 км/ч ]                                   | 250 км/ч [ 270 км/ч ]                                   |                   |
| Средний расход топлива на 100 км  | 7,2 л Super                                             | 6,9–7,1 л Super                                              | 7,8–8,0 л Super                                              | 8,0–8,3 л Super                                              | 8,7–8,9 л Super Plus                                    | 8,7–8,9 л Super Plus                                    |                   |
| Выбросы CO2                       | н/д                                                     | 158–162 г/км                                                 | 178–184 г/км                                                 | 183–191 г/км                                                 | 200–203 г/км                                            | 199–206 г/км                                            |                   |
| Объём бака                        | 66 л                                                    | 66 л                                                         | 66 л                                                         | 66 л                                                         | 66 л                                                    | 66 л                                                    |                   |
| Экологический стандарт            | China VI                                                | Евро-6d-TEMP                                                 | Евро-6d-TEMP                                                 | Евро-6d                                                      | Евро-6d-TEMP                                            | Евро-6d                                                 |                   |

#### Дизельные
|                                   | CLS 220 d                           | CLS 220 d                           | CLS 300 d                           | CLS 350 d 4MATIC                    | CLS 400 d 4MATIC                         | CLS 400 d 4MATIC                    |
| --------------------------------- | ----------------------------------- | ----------------------------------- | ----------------------------------- | ----------------------------------- | ---------------------------------------- | ----------------------------------- |
| Годы выпуска                      | 06/2019–06/2020                     | с 06/2020                           | 04/2018–06/2020                     | 03/2018–06/2020                     | с 06/2020                                | 03/2018–06/2020                     |
| Двигатель                         | OM 654 DE 20 G SCR                  | OM 654 DE 20 G SCR                  | OM 654 DE 20 G SCR                  | OM 656 D 29 R SCR                   | OM 656 D 29 SCR                          | OM 656 D 29 SCR                     |
| Конфигурация                      | R4                                  | R4                                  | R4                                  | R6                                  | R6                                       | R6                                  |
| Система питания                   | прямой впрыск топлива Common-Rail   | прямой впрыск топлива Common-Rail   | прямой впрыск топлива Common-Rail   | прямой впрыск топлива Common-Rail   | прямой впрыск топлива Common-Rail        | прямой впрыск топлива Common-Rail   |
| Оснащение                         | турбина                             | турбина                             | битурбо                             | турбина                             | турбина                                  | турбина                             |
| Рабочий объём                     | 1950 см3                            | 1950 см3                            | 1950 см3                            | 2925 см3                            | 2925 см3                                 | 2925 см3                            |
| Максимальная мощность             | 143 кВт (194 л. с.) при 3800 об/мин | 143 кВт (194 л. с.) при 3800 об/мин | 180 кВт (245 л. с.) при 4200 об/мин | 210 кВт (286 л. с.) при 4600 об/мин | 243 кВт (330 л. с.) при 3600–4200 об/мин | 250 кВт (340 л. с.) при 4400 об/мин |
| Максимальный крутящий момент      | 400 Н·м при 1600–2800 об/мин        | 400 Н·м при 1600–2800 об/мин        | 500 Н·м при 1600–2400 об/мин        | 600 Н·м при 1200–3200 об/мин        | 700 Н·м при 1200–3200 об/мин             | 700 Н·м при 1200–3200 об/мин        |
| Привод                            | задний привод                       | задний привод                       | задний привод                       | постоянный полный привод (45/55)    | постоянный полный привод (45/55)         | постоянный полный привод (45/55)    |
| Трансмиссия                       | 9G-Tronic                           | 9G-Tronic                           | 9G-Tronic                           | 9G-Tronic                           | 9G-Tronic                                | 9G-Tronic                           |
| Масса                             | 1790 кг                             | 1800 кг                             | 1825 кг                             | 1935 кг                             | 1935 кг                                  | 1935 кг                             |
| Максимальная грузоподъёмность     | 620 кг                              | 610 кг                              | 620 кг                              | 610 кг                              | 610 кг                                   | 610 кг                              |
| Скорость разгона от 0 до 100 км/ч | 7,5 c                               | 7,5 c                               | 6,4 c                               | 5,7 c                               | 5,0 c                                    | 5,0 c                               |
| Максимальная скорость             | 237 км/ч                            | 237 км/ч                            | 250 км/ч                            | 250 км/ч                            | 250 км/ч                                 | 250 км/ч                            |
| Средний расход топлива на 100 км  | 4,8–5,1 л                           | 4,8–5,0 л                           | 5,2–5,4 л                           | 5,6–5,9 л                           | 6,2–6,4 л                                | 5,6–5,9 л                           |
| Выбросы CO2                       | 128–133 г/км                        | 125–132 г/км                        | 137–142 г/км                        | 148–156 г/км                        | 162–169 г/км                             | 148–156 г/км                        |
| Объём бака                        | 50 л                                | 50 л                                | 50 л                                | 50 л                                | 50 л                                     | 50 л                                |
| Экологический стандарт            | Евро-6d-TEMP                        | Евро-6d                             | Евро-6d-TEMP                        | Евро-6d-TEMP                        | Евро-6d                                  | Евро-6d-TEMP                        |

### Ходовая часть
Третье поколение CLS-класса собирается на основе модульной платформы MRA с двухрычажной подвеской спереди и многорычажной сзади (в стандартной комплектации). На момент премьеры серии весь модельный ряд оснащался системой полного привода 4MATIC и девятиступенчатой автоматической коробкой передач 9G-Tronic. Вместо стандартной пружинной подвески на заказ доступна адаптивная («Dynamic Body Control») или пневматическая подвески («Air Body Control»).

### Оснащение
В стандартной комплектации новое поколение CLS-класса на момент старта продаж будет оснащаться более мощными светодиодными фарами, сиденьями с функциями массажа, вентиляции и подогрева, системами удержания в полосе и мониторинга дорожных знаков. Кроме того, автомобиль укомплектовали мультимедийным комплексом с 12,3-дюймовым дисплеем (второй дисплей доступен на заказ), модулем 4G и фирменным сервисом «Mercedes me connect». В число доступных опций входят также активный круиз-контроль, 64-цветовая подсветка салона, система автоматической парковки и система автономного управления второго уровня.
Опциональный пакет «ENERGIZING» призван добавить удобства в салон автомобиля. Есть задачей является управление климат-контролем (включая применение ароматизаторов), функциями сидений (обогрев, вентиляция, массаж), подогревом рулевого колеса, а также освещения и музыкальной атмосферы.

### Безопасность
Mercedes-Benz C257 оснащён новейшим поколением систем помощи водителю, позаимствованных у 222 серии S-класса, включая системы анализа данных на основе маршрута поездки, предоставляемых специальными вспомогательными системами, а также камеры и радиолокационные системы. Впервые автомобили серии применяют данные с карты и систем навигации для расчёта поведения транспортного средства.
Ряд систем помощи водителю и систем безопасности имеет модульную конструкцию, что позволяет изменять их конфигурацию. В качестве стандартного оснащения безопасности в автомобиле предусмотрены технологии активной помощи при торможении («Active Brake Assist»), удержания полосы («Lane Keeping Assist»), упреждающая технология усталости водителя («ATTENTION ASSIST»), «Speed Limit Assist» и система превентивной безопасности «PRE-SAFE», которая включает новую подсистему «PRE-SAFE Sound», подготавливающую человеческий слух к ожидаемому аварийному шуму при риске возникновения дорожно-транспортного происшествия. На заказ доступен пакет «Driving Assistance Package», в который входят технология активного контроля дистанции DISTRONIC, система «Active Steering Assist», контроль слепых зон и множество иных технологических решений. Дополнительно доступна опция «Driving Assistance Plus», включающая систему «PRE-SAFE Impulse Side», которая способна подготовить передних пассажиров к боковому удару, давая им боковой импульс, уменьшающий риск получения травм.
Адаптивный круиз-контроль с функцией активного удержания в полосе способен сбрасывать скорость перед поворотами и в зонах ограничения скорости, а также предотвращать аварии при движении через перекресток. В пробках автомобиль умеет самостоятельно останавливаться и возобновлять движение, если время остановки не превысило 30 секунд.